# マリア・アナ・デ・ブラガンサ
マリア・アナ・デ・ブラガンサ（ポルトガル語: Maria Ana de Bragança, 1843年8月21日 - 1884年2月5日）は、ザクセン王ゲオルクの妃。ドイツ語名はマリア・アンナ・フォン・ポルトゥガル（Maria Anna von Portugal）。

## 生涯
ポルトガル女王マリア2世とその王配フェルナンド2世の娘として、リスボンで生まれた。
1859年5月11日、ベレン宮殿でザクセン王ヨハンの次男であるゲオルクと結婚した。2人の間には8子が生まれた。
- マリー・ヨハンナ（1860年 - 1861年）
- エリーザベト（1862年 - 1863年）
- マティルデ（1863年 - 1933年）
- フリードリヒ・アウグスト（1865年 - 1932年） - ザクセン王。
- マリア・ヨーゼファ（1867年 - 1944年） - オーストリア大公オットー・フランツ妃。オーストリア皇帝カール1世の母。
- ヨハン・ゲオルク（1869年 - 1938年）
- マクシミリアン（1870年 - 1951年）
- アルブレヒト（1875年 - 1900年）

夫が次男であったため、王位が回ってくることはないと思われていたが、夫の兄アルブレヒトと王妃カロラの間に子供がなかったため、1902年にゲオルクが即位した。1904年に長子フリードリヒ・アウグストが王位についた。